# Gastón Olveira
Gastón Hernán Olveira Echeverría (ur. 21 kwietnia 1993 w Montevideo) – urugwajski piłkarz występujący na pozycji bramkarza, od 2021 roku zawodnik paragwajskiej Olimpii.